# Milesia plumipes
Milesia plumipes är en tvåvingeart som beskrevs av Heikki Hippa 1990. Milesia plumipes ingår i släktet Milesia och familjen blomflugor. Inga underarter finns listade i Catalogue of Life.